# Korea National Oil Corporation
La Korea National Oil Corporation (KNOC) (en coreano 한국석유공사) es la compañía petrolera de Corea del Sur y una de las empresas más importantes en este país. Explota yacimientos de petróleo y gas natural en diversos sitios alrededor del mundo, incluyendo el mar del Norte, el golfo Pérsico, el mar Caspio, el mar de Aral, la península de Kamchatka, Nigeria, Perú, Venezuela y Corea del Sur.